# Wilhelm Häberle
Wilhelm Albrecht Häberle (* 21. August 1905 in Dettingen am Albuch; † 27. Juni 1975 in Schwäbisch Hall) war ein deutscher Missionar in Kamerun und Schriftsteller.

## Leben
Wilhelm Häberle wurde am 21. August 1905 in Dettingen am Albuch geboren, promovierte 1933 zum Doktor und war kurze Zeit später, ab Mitte der 1930er Jahre, als Mitglied der Basler Mission in Kamerun tätig. Am 17. September 1934 war er an Bord der Wahehe von Hamburg aus kommend nach Afrika aufgebrochen. Über den Evangelischen Missionsverlag brachte er ab den 1940er Jahren eine Reihe von Schriften, größtenteils Jugenderzählungen bzw. der Jugendliteratur zuzuordnende Bücher, heraus. Später (ab den 1960er Jahren) veröffentlichte er auch über den in Basel ansässigen Verlag Heinrich Majer. Nach seiner Rückkehr aus West- bzw. Zentralafrika lebte er bis zu seinem Tod im Alter von 69 Jahren in Schwäbisch Hall.

## Werke (Auswahl)
- 1941: Unter Afrikas Sonne im Grasland von Kamerun (Erzählung)
- 1949: Adzu und sein Buch. Aus dem Bergland von Kamerun (Erzählung)
- 1950: Die Buben von Ibod (Erzählung)
- 1951: Im Banne des Zauberers. Eine Erzählung mit Abbildungen aus dem Kameruner Bergland (Erzählung)
- 1952: Geheimnisvolle Mächte im Elefantenwald. Eine Erzählung aus Kamerun (Erzählung)
- 1953: Im sinkenden Kanu (Erzählung)
- 1955: Talikum, der Geisterbeschwörer. Eine Erzählung aus Kamerun (Erzählung)
- 1956: Friedensbote im Sturm. Das Lebenswerk Alfred Sakers in Kamerun
- 1957: Wagnis im afrikanischen Urwald. Erzählung aus Kamerun (Erzählung)
- 1961: Vorstoß in Nord-Ghana (Erzählung)
- 1962: Im  Bergland von Kamerun. Eine Missionserzählung (Erzählung)
- 1965: Die Sprechtrommel im Moghamo
- 1966: Trommeln, Mächte und ein Ruf. Erzählungen aus Kamerun (Erzählung)
- 1967: Kamerun. Neue Zeit, alte Geheimnisse